# Plampaan
Plampaan is een bestuurslaag in het regentschap Sampang van de provincie Oost-Java, Indonesië. Plampaan telt 6291 inwoners (volkstelling 2010).